# Wim Selderslaghs
Wim Selderslaghs (Antwerpen, 7 april 1969) is een Belgisch rooms-katholiek geestelijke. Hij is vicaris generaal van bisdom Antwerpen, verantwoordelijk voor vicariaat Kempen en tevens voorzitter van Kamino (jeugddienst van de Vlaamse bisdommen).

## Levensloop
Wim Selderslaghs werd in 1995 tot priester gewijd. Van 1995 tot 1998 was hij parochievicaris in Retie en jeugdpastor van het dekenaat Kasterlee en van 1998 tot 2000 parochievicaris in Wommelgem en Borsbeek en jeugdpastor van het dekenaat Wijnegem. Tevens was hij leerkracht in het Annuntia Instituut in Wijnegem en parochie-administrator in Schilde. Eind 2000 werd Selderslaghs nationaal proost van Chirojeugd Vlaanderen, een functie die hij tot 2006 uitoefende. Gelijktijdig was hij van 2001 tot 2008 Europees proost van FIMCAP, een internationale katholieke federatie van jeugdverenigingen. Van 2006 tot 2007 was hij pastoor van de Xaveriusparochie in Borgerhout, parochievicaris van de Heilige Drievuldigheidparochie in Berchem, federatiecoördinator van Borgerhout en adjunct-deken  in Antwerpen.
In 2007 werd hij deken van de Kempen, pastoor van drie parochies in Oud-Turnhout en pastoor-deken in Kasterlee, Lichtaart en Vorselaar. In 2009 werd hij bisschoppelijk vicaris voor de parochies, de diocesane jongerenpastoraal en de jeugdbewegingen in het bisdom Antwerpen en in 2014 bisschoppelijk vicaris van het vicariaat Kempen. Sinds januari 2021 is hij tevens voorzitter van IJD Jongerenpastoraal Vlaanderen, de jongerendienst van de Katholieke Kerk in Vlaanderen.
Selderslaghs is tevens penningmeester van de Onze-Lieve-Vrouwkapittel in Antwerpen en lid van de algemene vergadering van de Karel de Grote Hogeschool.